# Orobanche kotschyi
Orobanche kotschyi är en snyltrotsväxtart som beskrevs av Georges François Reuter. Orobanche kotschyi ingår i släktet snyltrötter, och familjen snyltrotsväxter. Inga underarter finns listade i Catalogue of Life.